# 출동! 애니멀 레스큐
《출동! 애니멀 레스큐》(영어: Animal Rescue)는 홍당무에서 만든 대한민국의 애니메이션이다. 2019년 2월 16일부터 10월 19일까지 KBS 1TV에서 매주 토요일 오후 2시에 방영했다가, 11월 7일부터 2020년 4월 23일까지 같은 채널에서 매주 목요일 2시 25분에 방영했다.

## 방송 일시
| 방송 채널 | 방송일                            | 방송 시간 |
| --------- | --------------------------------- | --------- |
| KBS 1TV   | 2019년 2월 16일 ~ 10월 19일       | 종료      |
| KBS 1TV   | 2019년 11월 7일 ~ 2020년 4월 23일 | 종료      |

## 등장인물

### 애니멀 레스큐
- 로디:

1화에 첫 등장한 수컷 새끼여우 귀엽고 영리한 편.
5화부터에선 젤리펫을 쓰다 27화에서부턴 요요펫을 쓴다.
- 젤리펫:

5화에 첫 등장한 로디의펫 26화에서 소멸하게 되지만 요요펫으로 다시 태어난다.
- 베니:

7화에 첫 등장한 수컷 곰 처음엔 서커스공연장에서 살면서 서커스를 했지만 애니멀 래스큐일행에 참여하면서 헤어짐.
어떤 음식이든 가리지 않고 먹어치워서 먹보곰이라고 자주 불린다.
애니멀 래스큐에서는 힘을 담당.
- 타샤:

9화에 첫 등장한 암컷 치타 원래는 농작물을 훔치며 생활했지만 10화에선 로디일행에 참여하게 된다.
베니가 사고를칠떼마다 한 숨을 쉰다.
14화 에선 베니와의 관계를 알게된다.
애니멀 래스큐에서는 속도를 담당.
32화에서는 새로운기술을 익히게 된다.
- 화이트:

1화에 첫 등장한 흰쥐이다. 세상에서 가장 똑똑한 생명체이다.에니멀 래스큐의 대표다.
- 써니(에어전트 블랙):

37화에 첫 등장한 호랑이다. 37화에선 BM 연구소 집단에 의해 메가비스트가 됨
다행이 구출됐지만 또다시 잡히는 바람에 44화에서 브라이트박사에 의해 에어전트 블랙이됐지만 50화에선 구출된다.
로디의 요요와 베니의 에너지볼을 쓸수있다.
최종화(52)에서 렉스터와 함께 사라짐.
베니를 구출한 은인이자 타샤의친구.
- 진:

원래는 평범한 여자아이였는데 16화에서 화이트의 비밀기지에 들어오는바람에 애니멀 래스큐에 입단하게 된다.
메가비스트의 정체와 특징을 조사하는 역할
사이먼을 좋아한다.
- 알바:

알바트로스이다. 15화에선 BM연구소 집단에 잡혀 메가비스트가 되었지만 애니멀 래스큐집단에 구조된다. 16화에선 애니멀 래스큐에 참여 현장을 살피는 역할을 한다.(처음엔 사고로 인해 날개 한 쪽을 잃음)
- 요요펫

27화에 첫 등장한 로디의 펫,젤리펫의 업그래이드 버전으로 로디의 2번째 조수다.
구조한 메가비스트를 소환 할 수 있는 힘을 가졌다.

### 진의 친구들
- 폴:

진을 좋아한다.
- 사이먼:

브라이트만의 후계자다.
진을 좋아한다.

### BM 연구소
- 브라이트만:

박사다. 외계인의 지시를 따라 BM시를 만들 계획을 세운다
- 안나:BM시를 만드는데 동의서를 나누어 주는 연구원이다.
- 조지:"
- 제임스:"

## 종합녹음제작
- 이지현: 로디
- 엄상현: 화이트
- 전태열: 베니, 조지
- 송하림: 타샤
- 정유정: 진
- 이민규: 하워드
- 신용우: 사이먼, 써니
- 김채하: 폴
- 남도형: 브라이트만
- 송준석: 렉스터
- 조현정: 안나
- 홍범기: 제임스
- 김명준: 변호사
- 안영미: 디바인
- 임은정: 사슴

## 제작진
- 책임프로듀서: 이경묵
- 프로듀서: 이순주, 목훈
- 기획제작: 강호양
- 총감독: 박종민
- 총괄프로듀서: 전수진
- 프로듀서: 김영호
- 라인프로듀서: 문수영
- 원안: Jason Wilburn
- 시나리오: 추종남, 조찬양
- 스토리보드: 조인택, 임은경, 권아현, 박지연(1화~52화), 김혜리, 김성구, 최진일, 위리아(27화~52화)
- 미술감독: 김미영(27화~52화)
- 미술콘센트: 정재환(27화~52화)
- 디자인: 정재환, 이주령, 윤수지, 이현, 강비오(1화~52화), 최혜연(27화~52화)
- 홍보영상: 김예경(27화~52화)
- 연출감독: 김수현
- 기술감독 : 박일호(27화~52화)
- 모델링: 송정연, 양유정, 육보람, 안준범(1화~52화), 황광태(27화~52화)
- 리깅: 이상탁, 이정훈(1화~52화), 조경현(27화~52화)
- 애니메이션: 박우민, 최진아, 오정천, 정예림, 왕해걸, 최지민, 이재현, 원동현, 한윤섭, 조성규, 이승민
- 이펙트: 오간근, 성정은, 손영수
- 라이팅/합성: 강민지, 이홍일, 이정은, 김태환, 박민지(1화~52화), 이수연, 서하진(27화~52화)
- 마케팅디자인: 곽도수, 김민석, 박승준
- 전략마케팅: 김승현
- 해외마케팅: 조윤희
- 효과: 박지혜, 최은지, 조관희
- 믹스: 최은지
- 음악: 김정아
- 사운드 슈퍼바이저: 조일오
- 종합편집: 고재식, 송찬미(27화~52화)
- 우리말 연출: 지민정
- 제작관리: 최영규, 강주열, 윤지현, 김가혜(1화~52화), 윤지현, 원동영, 김민선(27화~52화)
- 제작투자: (주)정상제이엘에스, 대교애니메이션전문투자조합
- 제작지원: 한국콘텐츠진흥원
- 제작협력: (주)비원비주얼이펙츠, (주)씨아이씨미디어
- 홈페이지제작: 정믿음
- 편집감독: 유운모
- 컴퓨터그래픽: 황은서
- 조연출: 차한결
- 연출: 목훈
- 기획: KBS
- 제작: (주)홍당무

## 주제가
- 오프닝「모험을 시작해」작곡/편곡: 박우상, 황형태 / 작사: 추종남, 박우상, 황형태
- 엔딩「너에게 줄게」작곡/편곡: 박우상, 한재완 / 작사: 추종남, 박우상, 한재완
- 노래: 오연준

## 방영 목록
| 회차       | 제목                    | 방송 일자        |
| ---------- | ----------------------- | ---------------- |
| 1화        | 이상한 첫 만남          | 2019년 2월 16일  |
| 2화        | 연구소를 탈출하라       | 2019년 2월 23일  |
| 3화        | 초록의 숲을 찾아서      | 2019년 3월 2일   |
| 4화        | 비밀기지가 필요해       | 2019년 3월 9일   |
| 5화        | 수상한 동물가게         | 2019년 3월 16일  |
| 6화        | 출동! 꼬마영웅          | 2019년 3월 23일  |
| 7화        | 서커스장에서 생긴 일    | 2019년 3월 30일  |
| 8화        | 먹보곰의 정체           | 2019년 4월 13일  |
| 9화        | 농작물 도둑을 잡아라    | 2019년 4월 20일  |
| 10화       | 우리의 동료가 되어줘    | 2019년 4월 27일  |
| 11화       | 야생동물들이 위험해     | 2019년 5월 4일   |
| 12화       | 숲을 지켜라             | 2019년 5월 11일  |
| 13화       | 유령이 나타났다!        | 2019년 5월 18일  |
| 14화       | 숨겨진 비밀             | 2019년 5월 26일  |
| 15화       | 메가비스트의 탄생       | 2019년 6월 1일   |
| 16화       | 결성! 동물구조대        | 2019년 6월 8일   |
| 17화       | 사라져가는 숲           | 2019년 6월 15일  |
| 18화       | 뱀파이어와의 결투       | 2019년 6월 22일  |
| 19화       | 이 소리 좀 멈춰줘!      | 2019년 6월 29일  |
| 20화       | 소음 폭탄을 막아라      | 2019년 7월 6일   |
| 21화       | 아마존이 위험해         | 2019년 7월 13일  |
| 22화       | 보랏빛으로 변해버린 숲  | 2019년 7월 20일  |
| 23화       | 코끼리의 이삿날         | 2019년 7월 27일  |
| 24화       | 엘리를 찾아라           | 2019년 8월 3일   |
| 25화       | 열대우림의 정원사       | 2019년 8월 10일  |
| 26화       | 안돼! 젤리펫            | 2019년 8월 17일  |
| 27화       | 요요펫의 탄생           | 2019년 8월 24일  |
| 28화       | 도시의 고약한 냄새      | 2019년 8월 31일  |
| 29화       | 사막의 구조 신호        | 2019년 9월 21일  |
| 30화       | 모래바람을 피하라       | 2019년 9월 28일  |
| 31화       | 얼어버린 도시           | 2019년 10월 5일  |
| 32화       | 눈보라의 비밀           | 2019년 10월 12일 |
| 33화       | 엄마의 냄새             | 2019년 10월 19일 |
| 34화       | 거대한 뿔의 전사        | 2019년 11월 7일  |
| 35화       | 진흙 속의 검은 괴물     | 2019년 11월 14일 |
| 36화       | 끝나지 않은 모험        | 2019년 11월 21일 |
| 37화       | 도시에 나타난 사냥꾼    | 2019년 11월 28일 |
| 38화       | 보고 싶었어, 써니!      | 2019년 12월 5일  |
| 39화       | 세계의 배꼽을 지켜라!   | 2019년 12월 12일 |
| 40화       | 하얀 먹보를 찾아서      | 2019년 12월 19일 |
| 41화       | 떠나자, 북극으로!       | 2019년 12월 26일 |
| 42화       | 북극에 유니콘이 산다고? | 2020년 1월 2일   |
| 43화       | 써니 구조 작전          | 2020년 1월 9일   |
| 44화       | 에이전트블랙의 등장     | 2020년 1월 16일  |
| 45화       | 렉스터칩의 목적         | 2020년 1월 30일  |
| 46화       | 황금사자가 나타났다!    | 2020년 2월 6일   |
| 47화       | 마지막 렉스터팁         | 2020년 2월 13일  |
| 48화       | 사라진 브라이트만 박사  | 2020년 2월 20일  |
| 49화       | 우주 악당 렉스터        | 2020년 2월 27일  |
| 50화       | 빙글빙글 남극 군단      | 2020년 3월 19일  |
| 51화       | 최강의 메가비스트       | 2020년 3월 26일  |
| 최종화(52) | 마지막 전투             | 2020년 4월 23일  |

## 결방 및 편성안내
- 2019년 9월 7일: 뉴스특보 13호 태풍 링링의 방송되는 관계로 인해 결방했다.
- 2019년 9월 14일: 추석특집 KBS 스페셜 세계유산 대흥사 인드라망의 숲에서 방송되는 관계로 인해 결방했다.
- 2019년 10월 24일: 세계는 지금 스페셜 제54회 전국남녀종별 스피드스케이팅 선수권 관계로 인해 결방했다.
- 2019년 10월 26일: 버추얼 가디언즈의 신규편성의 관계로 인해 결방했다.
- 2019년 10월 31일: 콩순이의 율동교실의 관계로 인해 결방했다.
- 2020년 1월 23일: 설날장사 씨름대회 태백장사의 관계로 인해 결방했다.
- 2020년 3월 5일 ~ 12일: 코로나19 통합뉴스룸의 방송되는 관계로 인해 결방했다.